# Mandarinetto
Il mandarinetto è un tipico liquore siciliano, al gusto di mandarino e colore arancio acceso, che deriva dall'estratto e macerazione di bucce di mandarini ed arance; ciò gli conferisce un gusto delicato, dolce, dissetante, e il suo colore inconfondibile.
È usato anche come ingrediente principale nelle preparazioni pasticciere (complesse o semplici) nonché come condimento nella macedonia.